# Indicator de fluorescență
Indicatorii de fluorescență sunt substanțe organice care, la variații ale pH-ului, devin fluorescente, datorită apariției unor grupări cromofore (fluoroflore).
Datorită acestor grupări, indicatorii de fluorescență absorb radiațiile din spectrul ultraviolet (UV) și emit radiații în domeniul vizibil.
Dezavanatjul acestor ioni este faptul că titrarea trebuie efectuată la lumină UV, iar activitatea lor este împiedicată de prezența unor specii cu caracter oxi-reducător I1-. Avantajul este domeniul îngust de viraj, (uneori chiar unic), precum și faptul că pot fi folosiți la titrarea soluțiilor tulburi sau colorate.
| Indicator     | Intervalul de viraj | Fluorescență           |
| ------------- | ------------------- | ---------------------- |
| Eosina        | 0,0-2,0             | verde albastru deschis |
| Fluoresceina  | 4,0-5,1             | verde strălucitor      |
| Chinina       | 9,5-10,5            | violet                 |
| Cumarina      | +1.06 V             | verde galben           |
| ß Naftilamină | 3,4-4,9             | albastru-strălucitor   |
| Eritrozina    | 3,0-4,2             | albastru verde intens  |
| Acridina      | +0.97 V             | verde-albastru         |